# Ib Kamara
Ib Kamara, également connu sous le nom d'I.B., IB ou Ibrahim Kamara (né en 1990 en Sierra Leone) est un journaliste de mode, styliste et directeur créatif basé à Londres qui, en janvier 2021, a été nommé rédacteur en chef du magazine Dazed.

## Biographie
Né Ibrahim Kamara en Sierra Leone en 1990, Kamara et ses parents se sont réfugiés chez des proches en Gambie après le déclenchement de la guerre civile sierraléonaise, avant de s'installer à Londres lorsque Kamara avait seize ans.
Avant de venir à Londres, il a passé trois ans à étudier la médecine pour plaire à ses parents, mais a finalement décidé de poursuivre dans la mode. Après s'être inscrite à un cours d'art et de design au Westminster Kingsway College, Kamara a étudié la communication de mode à Central Saint Martins. En 2022, déjà collaborateur de Virgil Abloh mort en novembre de l'année précédente, Ib Kamara devient directeur artistique d'Off-White,.
Kamara souffre de dyslexie qu'il reconnaît régulièrement dans des interviews,.